# 僕たちのサマーキャンプ/親の居ぬ間に…
『僕たちのサマーキャンプ/親の居ぬ間に…』（Camp Nowhere）は、1994年のアメリカ合衆国のコメディ映画。サマーキャンプに行きたくない子供たちが繰り広げる騒動を描く。主演はクリストファー・ロイドとジョナサン・ジャクソン。ジェシカ・アルバは本作が映画デビュー作となった。

## キャスト
※括弧内は日本語吹替
- デニス・ヴァン・ウェルカー - クリストファー・ロイド（岩崎ひろし）
- モリス・"マッド"・ヒメル - ジョナサン・ジャクソン（内山昂輝）
- ザック・デル - アンドリュー・キーガン
- トリッシュ・プレスコット - マーネット・パターソン（英語版）（坂本真綾）
- ギャビー・ノヴィッキ - メロディ・ケイ
- セレステ・ダンバー - ウェンディ・マッケナ
- エリオット・ヘンドリックス中尉 - トーマス・F・ウィルソン（竹田雅則）
- T・R・ポーク - M・エメット・ウォルシュ（島香裕）
- ウォルター - ジョシュア・G・メイウェザー（津村まこと）
- ベティー・ストーラー - ヒラリー・タック（英語版）（くまいもとこ）
- ティム - デビン・ニール・オートウェイ
- ヘザー - アリソン・マック
- スティーブ - ネイサン・キャヴァレリ（英語版）
- ゲイル - ジェシカ・アルバ
- ドナルド・ヒンメル - ピーター・スコラーリ（英語版）（牛山茂）
- ノリス・プレスコット - レイ・ベイカー（英語版）（仲野裕）
- レイチェル・プレスコット - ケイト・マルグルー
- ニール・ガルバス - ジョン・パッチ
- ファイン - バージェス・メレディス（竹田雅則）
- ボブ・シュピーゲル - ジョナサン・フレイクス